# دوبروخوو
دوبروخوو (به چکی: Dobrochov) یک منطقهٔ مسکونی در جمهوری چک است که در ناحیه پروستییوو واقع شده‌است. دوبروخوو ۲٫۵۲ کیلومتر مربع مساحت و ۲۷۴ نفر جمعیت دارد و ۲۳۷ متر بالاتر از سطح دریا واقع شده‌است.